# Локе (Кршко)
Локе (словен. Loke) — поселення в общині Кршко, Споднєпосавський регіон, Словенія. Висота над рівнем моря: 210,5 м.